# Freden i Stolbova
Freden i Stolbova slöts den 17 februari (27 februari enligt nya stilen) 1617 mellan Sverige och Ryssland och avslutade därmed det Ingermanländska kriget 1610–1617.

## Bakgrund
Förhandlingarna fördes i byn Diderino sydost om sjön Ladoga men avtalet undertecknades i byn Stolbova.

## Förhandlingar
Preliminära fredsförhandlingar inleddes i augusti 1615 men ryssarna vägrade förhandla så länge Gustav II Adolf belägrade det ryska fästet Pskov. Denne hävde belägringen den 17 oktober och förhandlingar kunde börja i januari 1616 i Diderino med Jakob De la Gardie i spetsen för den svenska delegationen. Jakob I av England deltog också, kanske mest för att säkra Englands handelsvägar till Ryssland via ishavshamnarna (svenskarna krävde bland annat Archangelsk). Även en holländsk delegation under Reinholt van Brederode deltog. Den danska delegationen uteslöts innan förhandlingarna avslutats. Sveriges mål var att utestänga ryssarna från alla hamnar vid Östersjön och skydda Finland vid Ladogasjön.
Medlare var John Mericke, det engelska Moskvakompaniets agent i Ryssland. Inför hotet om att Polen skulle sluta ett stillestånd med Sverige och tillsammans återuppta kriget gav ryssarna vika och fredsavtalet undertecknades i medlaren John Merickes hem i Stolbova.
Fördraget undertecknades av
- för Ryssland: (okänd), för ryska regenten Mikael I av Ryssland (Michail Romanov).
- för Sverige: Jakob De la Gardie, Henrik Horn, Arvid Tönnesson Wildeman och Måns Mårtensson Palm[1]

## Villkor
Fredsvillkoren var:

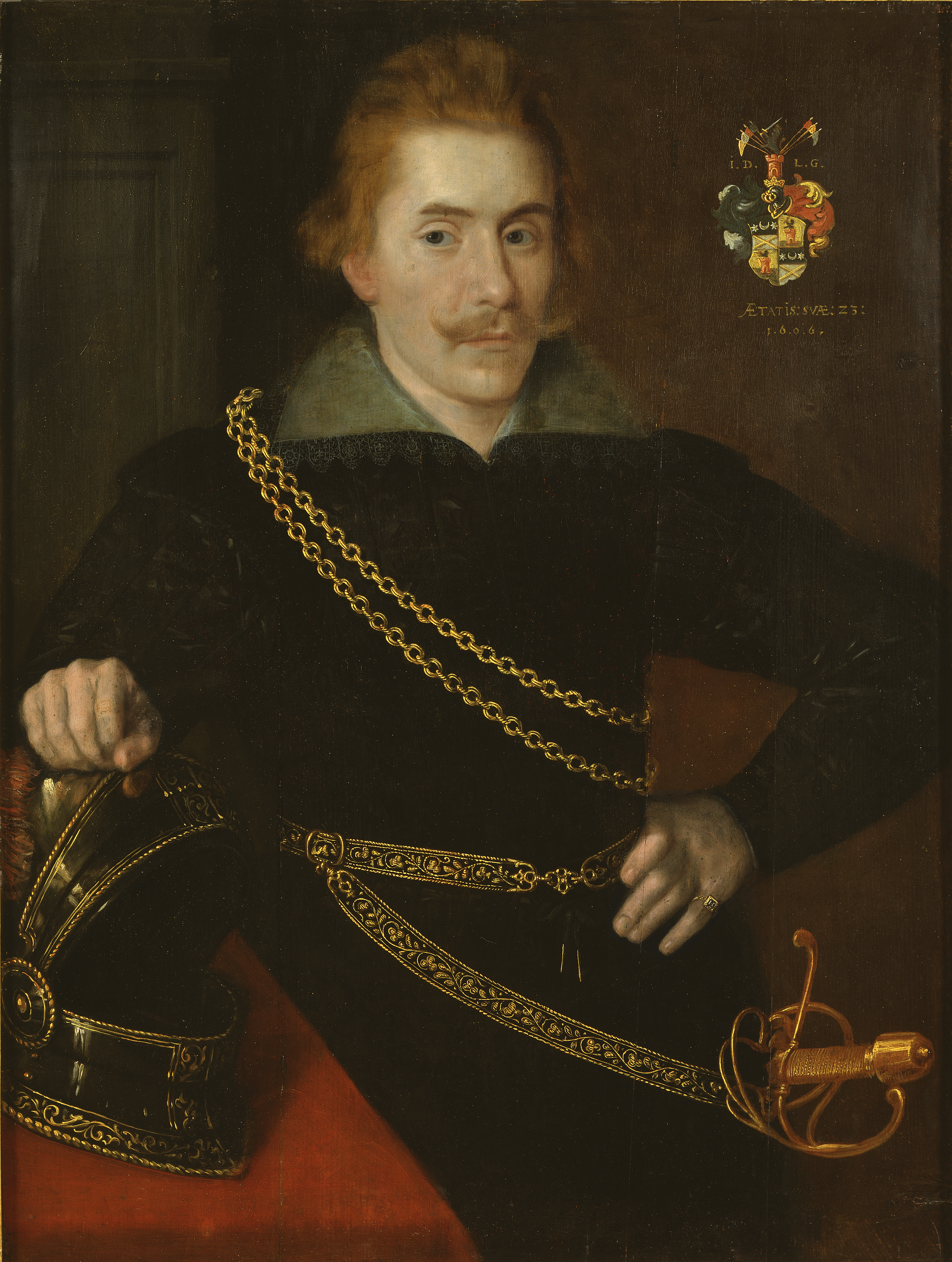
Jakob De la Gardie, som ledde den svenska förhandlingsdelegationen.

- Ryssland avstår från alla anspråk på Estland och Livland och betalar 20 000 rubler i skadestånd
- Sverige 
  - erhåller Kexholms län och Nöteborg, Jama, Koporje och Ivangorod med respektive län, alltså större delen av Ingermanland
  - behåller allt krigsbyte taget före 20 november 1616
  - utrymmer Novgorod och andra erövringar under detta krig
  - erkänner Michail Romanov som Rysslands tsar

## Resultat
Sverige fick genom avtalet lätt försvarade gränser mot Ryssland längs sjöarna Ladoga och Peipus: Gustav Adolf lär ha kommenterat: "jag hoppas att det skall bliva svårt för ryssen att hoppa över den bäcken". Ryssland blev utestängt från Östersjön eftersom Sverige nu ägde en sammanhängande landremsa med Karelen, Kexholms län, Ingermanland och Estland. Denna avstängning ledde till fortsatta konflikter mellan länderna, och nederlaget i det Stora nordiska kriget då Ingermanland och Estland och delar av Karelen avträddes till Ryssland.
För sina insatser under förhandlingarna belönades Reinholt van Brederode med utnämning till svensk friherre av Wesenberg i Estland.